# Leonard Woods (teólogo)
Leonard Woods (19 de junio de 1774 – 24 de agosto de 1854) fue un teólogo estadounidense. Era ampliamente conocido por defender el calvinismo ortodoxo sobre el unitarismo.
En 1796, Woods se graduó de Harvard, y pronto fue ordenado pastor en 1798 de la Iglesia Congregacional en West Newbury, Massachusetts. Fue el primer profesor del Seminario Teológico de Andover y entre 1808 y 1846, ocupó la cátedra del seminario de teología cristiana. Ayudó a establecer varias sociedades, incluyendo la American Tract Society, la American Education Society, la Temperance Society y la American Board of Commissioners for Foreign Missions. Woods fue elegido miembro de la Academia Estadounidense de las Artes y las Ciencias en 1812.
Woods también fue un defensor influyente y abierto de la esclavitud en el período previo a la guerra civil estadounidense. Ayudó a organizar una campaña de petición entre los ministros para apoyar el Compromiso de 1850 y ayudar a erradicar al clero antiesclavista.
Su yerno, Edward A. Lawrence, Sr., fue pastor, profesor y autor. El nieto de Woods, Edward A. Lawrence, Jr., fue el homónimo de Lawrence House Baltimore.

## Obras
Sus seis obras principales son:
- Lectures on the Inspiration of the Scriptures (1829)
- Memoirs of American Missionaries (1833)
- Examination of the Doctrine of Perfection (1841)
- Lectures on Church Government (1843)
- Lectures on Swedenborgianism (1848)
- History of Andover Seminary completada por su hijo, Leonard Woods, Jr. (1848)